# Michał Rakoczy
Michal Rakoczy (* 30. März 2002 in Jasło) ist ein polnischer Fußballspieler, der im offensiven Mittelfeld und Rechtsaußenstürmer spielt.

## Karriere

### Vereine
Rakoczy begann das Fußballspielen im Verein bei UKS 6 Jasło und wechselte 2015 zur Jugendabteilung von KS Cracovia. Er debütierte für die erste Mannschaft von Cracovia am 19. Mai 2018 im Alter von 16 Jahren 1 Monat und 19 Tagen beim Spiel gegen Pogoń Stettin in der Ekstraklasa. Mit Cracovia gewann er 2020 den polnischen Pokalwettbewerb. 2019 gewann er mit dem Verein den polnischen Pokal.
Um Spielpraxis zu erlangen, ging er auf Leihbasis in der Saison 2020/21 zu Puszcza Niepołomice, die in der zweitklassigen Fortuna 1. Liga spielten. Hier kam er auf 28 Liga-Einsätze und ihm gelangen dabei sechs Torvorlagen. Außerdem spielte er noch zwei Mal im Polnischen Pokal, wo Puszcza im Viertelfinale gegen Arka Gdynia mit 2:5 ausschied.
Seit der Saison 2021/22 spielt er wieder für KS Cracovia. Dort konnte er sich im Laufe der Saison als Stammspieler durchsetzen und diesen Status auch in den folgenden Jahren behaupten. In der Hinrunde der Spielzeit 2024/25 verlor er zunächst seinen Stammplatz und fiel später verletzt aus. Im Januar 2025 wechselte er daraufhin auf Leihbasis in die Türkei zum dortigen Zweitligisten MKE Ankaragücü.

### Nationalmannschaft
Rakoczy war von 2022 bis 2025 Teil der polnischen U21-Nationalmannschaft. Außerdem durchlief er die U16, U17, U19 und U20 Polens.
In der Polen U16, kam er auf elf Einsätze und vier Toren. Sein Debüt machte er am 18. September 2017 beim Freundschaftsspiel gegen die U16-Auswahl von Schottland, wobei ihm direkt ein Treffer per Elfmeter gelang. Dieses Spiel ging 4:1 für die Polen U16 aus. Das Rückspiel am 20. September 2017 gegen die U16-Schottlands war für Michał erneut erfolgreich, denn er traf doppelt zum 2:0 und 3:0, auch dieses Spiel gewann man mit 4:1.
Michał kam in der Polen U19 zwei Mal zum Einsatz, wobei er bei beiden Spielen der Kapitän der Mannschaft war. Sein Debüt gegen die Deutschland U19 machte er am 3. September 2020, das Spiel ging 1:1 aus.
Er debütierte in der Polen U20 in der U20-Elite League am 14. November 2019 gegen Schweiz U20, das Spiel gewann Polen U20 mit 5:1.
Mit der U21-Nationalmannschaft nahm er 2025 an der U21-Europameisterschaft teil, kam dort während des Turniers bis zum Vorrundenaus der Mannschaft nur in einem der drei Gruppenspiele zum Einsatz.

## Erfolge
KS Cracovia
- Polnischer Fußballpokal: 2019/20

Einzelauszeichnungen
- Ekstraklasa Nachwuchsspieler des Monats: Februar 2022,[9] Juli 2022[10]